# Superamas de la Vierge
Le superamas de la Vierge ou Superamas local, est un superamas de galaxies contenant le Groupe local, comprenant la Voie lactée et la galaxie d'Andromède. 
Gérard de Vaucouleurs et d'autres l'ont appelé « superamas de la Vierge » du fait que l'amas de la Vierge se situe en son centre. 
Le Superamas de la Vierge ou Superamas local se situe dans un ensemble encore plus vaste, nommé Laniakea.

## Découverte
La surabondance de nébuleuses dans la constellation de la Vierge a été reconnue comme structure  par l'astrophysicien Gérard de Vaucouleurs sous l'appellation « Supergalaxie locale » en 1953 puis « Superamas local » en 1958,.

## Caractéristiques

### Disque et halo
Le Superamas local est constitué de deux éléments : un disque et un halo. Le disque a plus ou moins la forme d'une crêpe et contient 60 % des galaxies lumineuses du superamas. Le halo comprend beaucoup d'objets allongés et comprend donc les 40 % d'éléments restants.

### Diamètre
Le diamètre du superamas est d'environ 200 millions d'années-lumière.

### Nombre de galaxies
Le Superamas local regroupe environ 10 000 galaxies, réparties dans une centaine d'amas dominés par l'amas de la Vierge situé près de son centre. Le Groupe local est situé près du bord et est attiré par l'amas de la Vierge.

### Masse
À partir de l'effet gravitationnel du superamas sur le mouvement des galaxies qui le constituent, on peut estimer que sa masse totale est environ 1015 masses solaires, soit 2 × 1046 kg. Comme sa luminosité est bien trop faible par rapport au nombre d'étoiles qui le composent, on suppose qu'une grande partie de sa masse est constituée de matière noire.

## Adresse cosmique
Le Superamas local appartient au complexe de superamas Poissons-Baleine et se situe dans le superamas Laniakea qui, selon ses découvreurs comme Hélène Courtois ou Daniel Pomarède, est une « nouvelle ligne sur notre adresse cosmique ». Les adresses précédant le Superamas local sont : planète Terre, Système solaire, nuage de Oort, bras d'Orion, Voie lactée, Groupe local.
Une anomalie gravitationnelle, le Grand attracteur au centre de Laniakea, se situe près de l'amas de la Règle et attire vers lui l'intégralité du Superamas local.

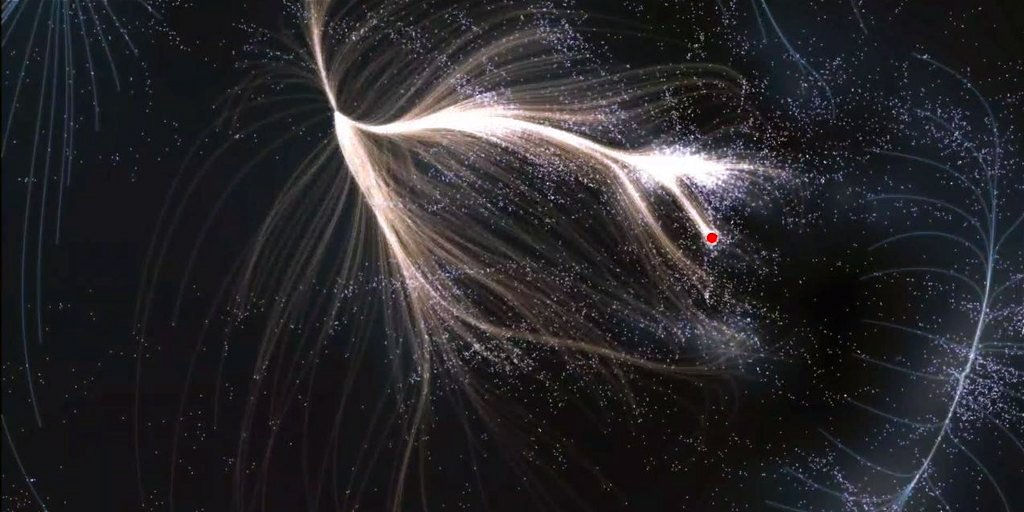
Laniakea, le Superamas local est autour du point rouge.

## Subdivisions
Le Superamas local est subdivisé en groupe d'amas appelées nuages de galaxies. La majeure partie du volume du disque est vide, il contient trois nuages de galaxies : l'amas de la Vierge, le nuage des Chiens de chasse et le nuage de la Vierge II. Le halo est constitué de plusieurs nuages allongés pointant vers l'amas de la Vierge.

## Membres
Parmi les membres du superamas de la Vierge :
- Groupe local ;
- Nuage des Chiens de chasse;
  - Amas des Chiens de chasse I ;
  - Amas des Chiens de chasse II ;
- Amas du Fourneau ;
- Amas de la Grande Ourse ;
- Amas du Lion I ;
- Amas du Lion II ;
- Amas de Maffei I ;
- Groupe de M81 ;
- Amas de M101 ;
- Amas de NGC 5128 ;
- Amas du Sculpteur ;
- Amas de la Vierge ;
  - Amas de la Vierge II ;
  - Amas de la Vierge III.